# گریت وال هاوال اچ۳
خودروی گریت وال هاوال اچ۳ (به چینی: 长城哈弗)، همچنین به عنوان شناخته شده‌است گریت وال هوور, یک اس‌یووی است که از آوریل ۲۰۰۵ تا سال ۲۰۰۰ توسط سازنده چینی گریت وال موتورز تولید شده‌است.
این نخستین اتومبیل چینی بوده است که در سال ۲۰۰۶ با مقادیر بسیاری به اروپای غربی صادر شد و ۳۰۰۰۰ دستگاه به ایتالیا ارسال شد. مزیت اصلی آن نسبت به رقبای مستقر در اروپا، آمریکای شمالی و آسیا، هزینه پایین آن است.

## طراحی و ساختار
هاوال اچ۳ یک وسیله نقلیه اسپرت است. یکی از دلایل قیمت نسبتاً ارزان قیمت خرده فروشی بزرگ وال هاوال H3 این می باشد که آن را به شدت مبتنی بر مدل‌های قدیمی تر توسط تولیدکنندگان دیگر است. موتور این خودرو ۲/۴ لیتری درون خطی است که توسط میتسوبیشی عرضه می‌شود. فاصله بین دو محور هاوال اچ۳ ۲٬۷۰۰ میلیمتر (۱۰۶٫۳ اینچ) و فاصله بین چرخ‌ها ۱٬۵۲۰ میلیمتر (۵۹٫۸ اینچ).

## نگارخانه

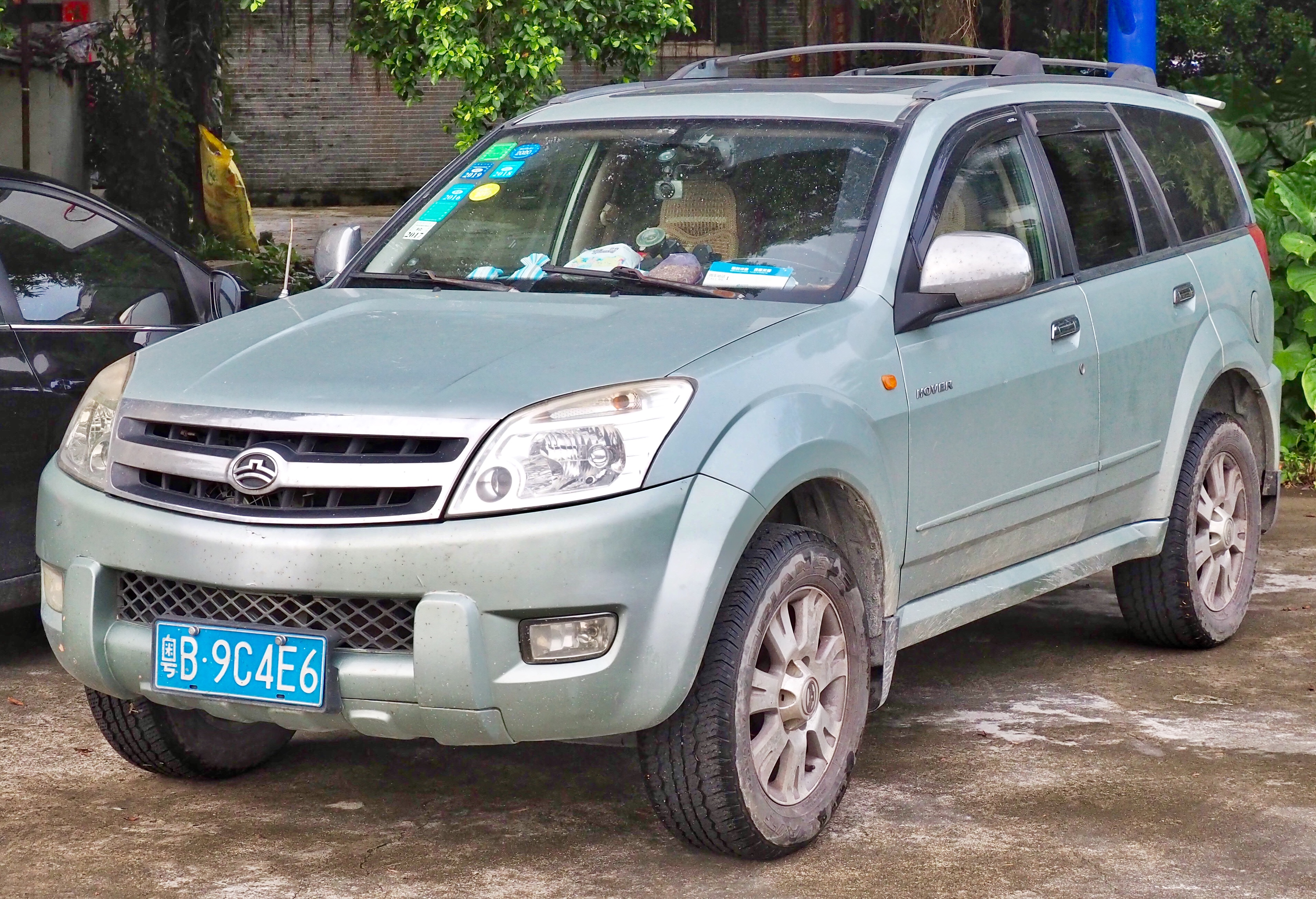
گریت وال هاوال اچ۳، پیش از فیس لیفت
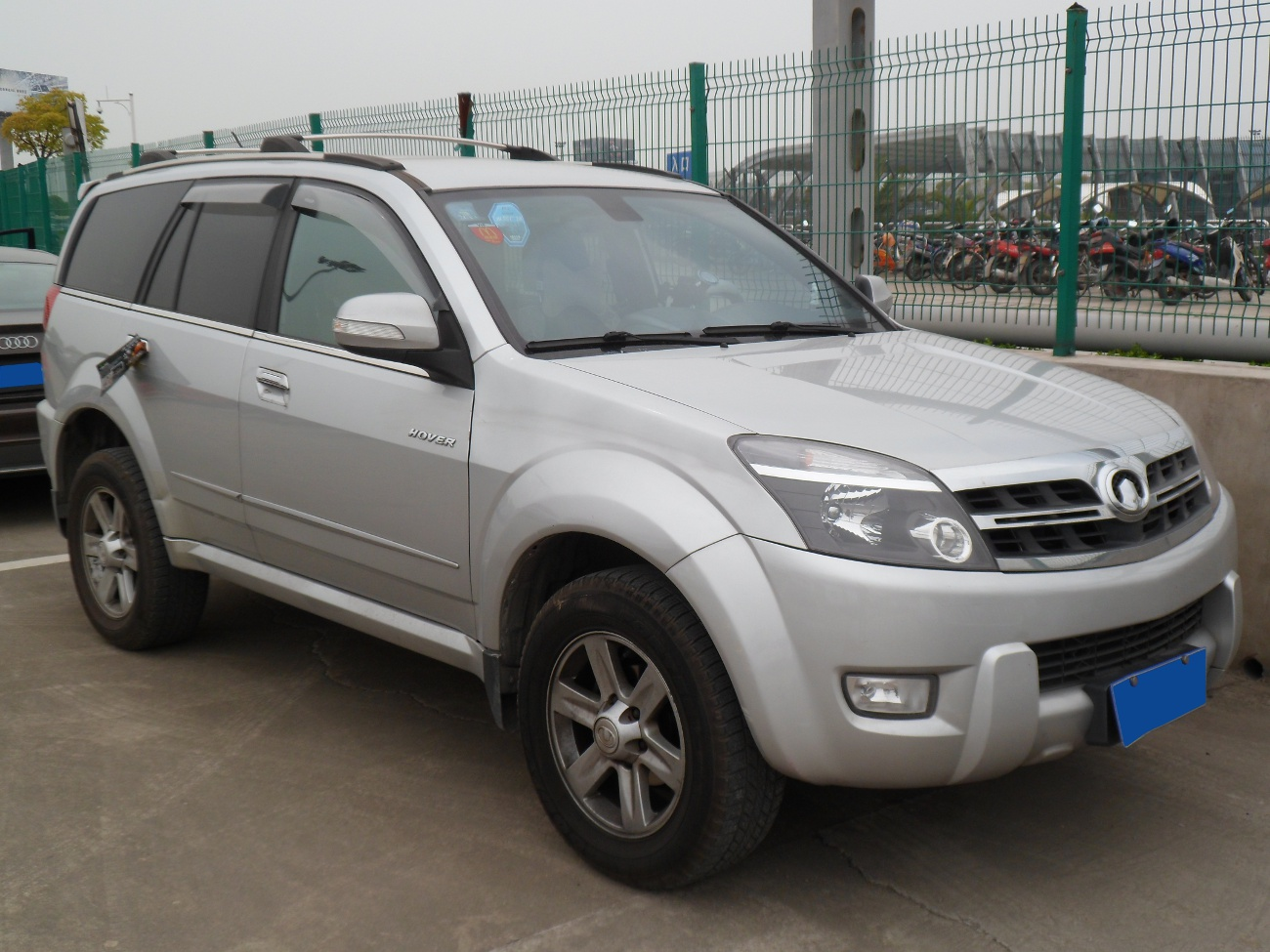
گریت وال هاوال اچ۳، پس از فیس لیفت، نمای جلو
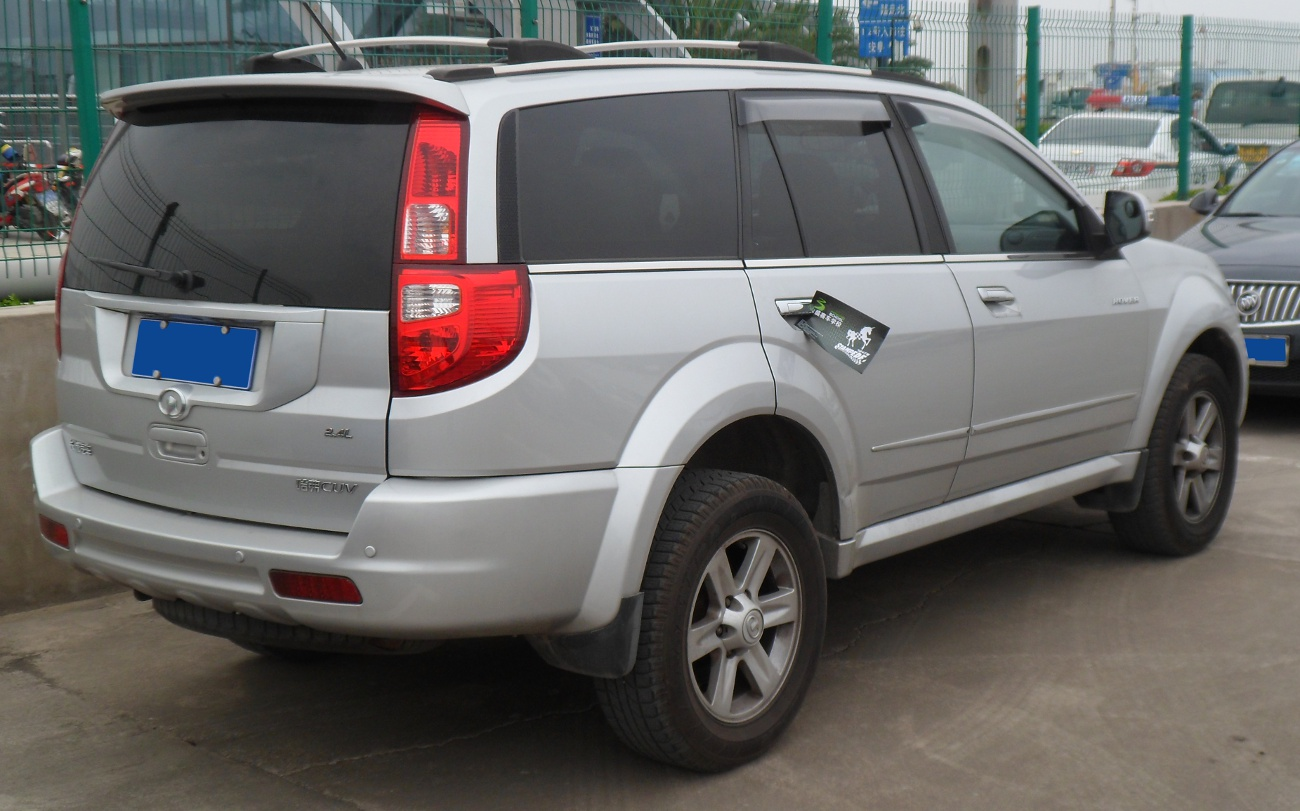
گریت وال هاوال اچ۳، پس از فیس لیفت، نمای عقب
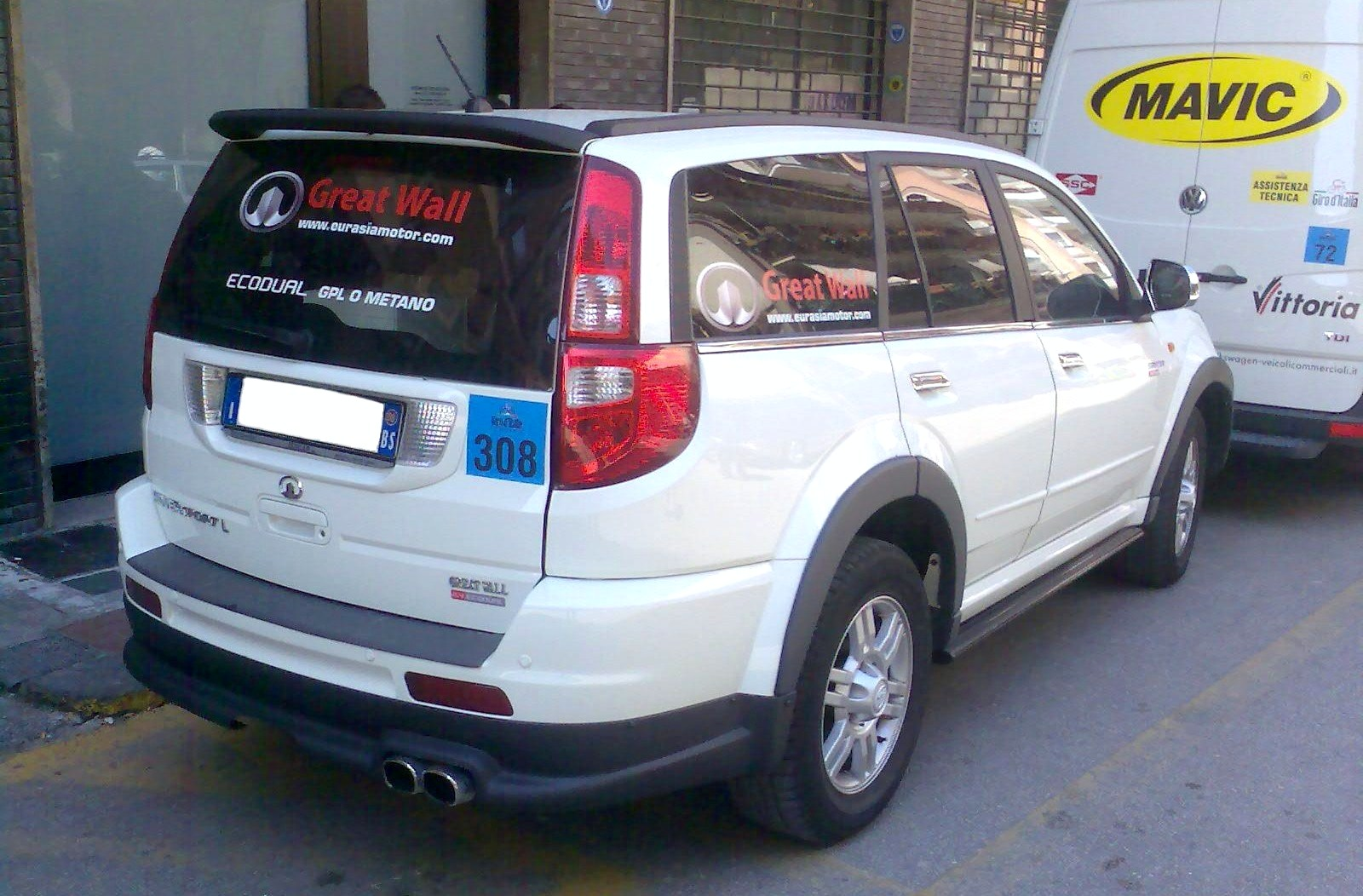
گریت وال هوور تیونینگ
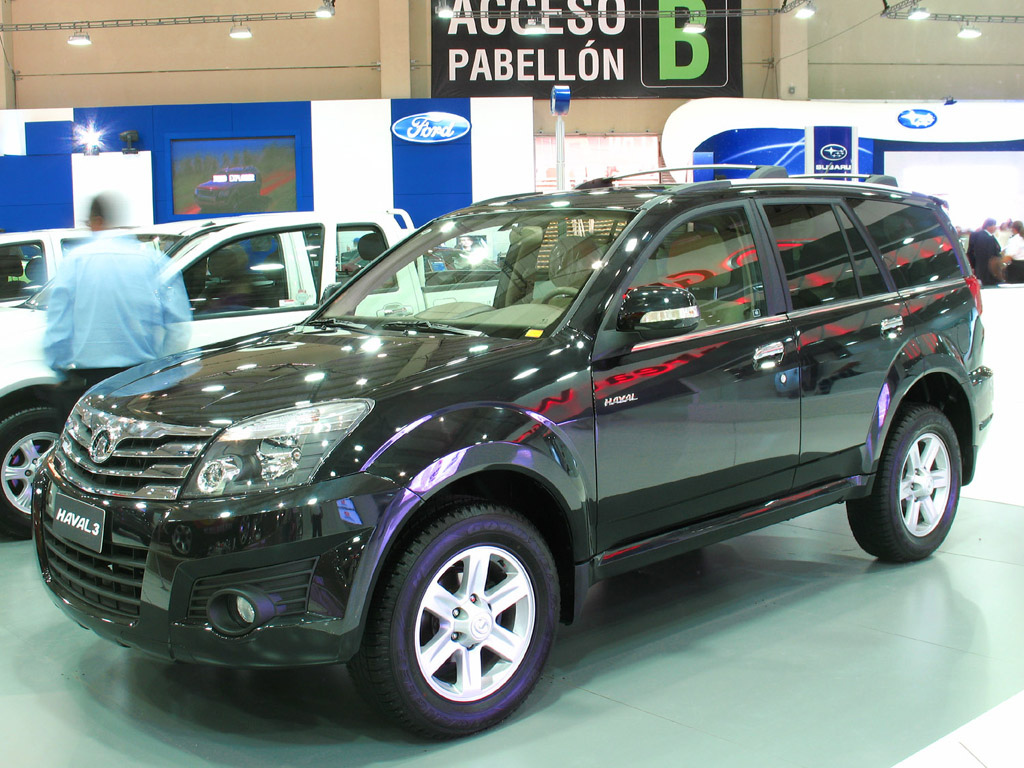
گریت وال هاوال اچ۳ ۲۰۱۰

## موتور و گیربکس
گریت وال هاوال اچ۳ که از سوخت بنزین استفاده می‌کند، از موتور اتومبیل میتسوبیشی سیریوس (4G69) استفاده می‌کند. موتور 4G64 در سال ۱۹۸۸ در میتسوبیشی گالانت معرفی شد و توسط چندین تولیدکننده اتومبیل دیگر استفاده شده‌است. این موتور ۱۲۸ اسب بخار (۹۵ کیلووات) تولید می‌کند و از سال ۲۰۰۵ تا ۲۰۰۹ استفاده شده‌است. موتور دیگر میتسوبیشی ۲٬۴ لیتری 4G69، از سال ۲۰۰۷ تا ۲۰۱۰ در مدل‌ها مورد استفاده قرار گرفت. نام این مدل‌ها گریت وال هوور اچ۳ و اچ۵ بودند. نسخه دیزل از موتور ساخته شده توسط خود گریت وال موتورز، از GW2.8TC استفاده می‌کند. هر دو نسخه دارای گیربکس ۵ دنده دنده ای می‌باشد.

## تست زیست‌محیطی و ایمنی

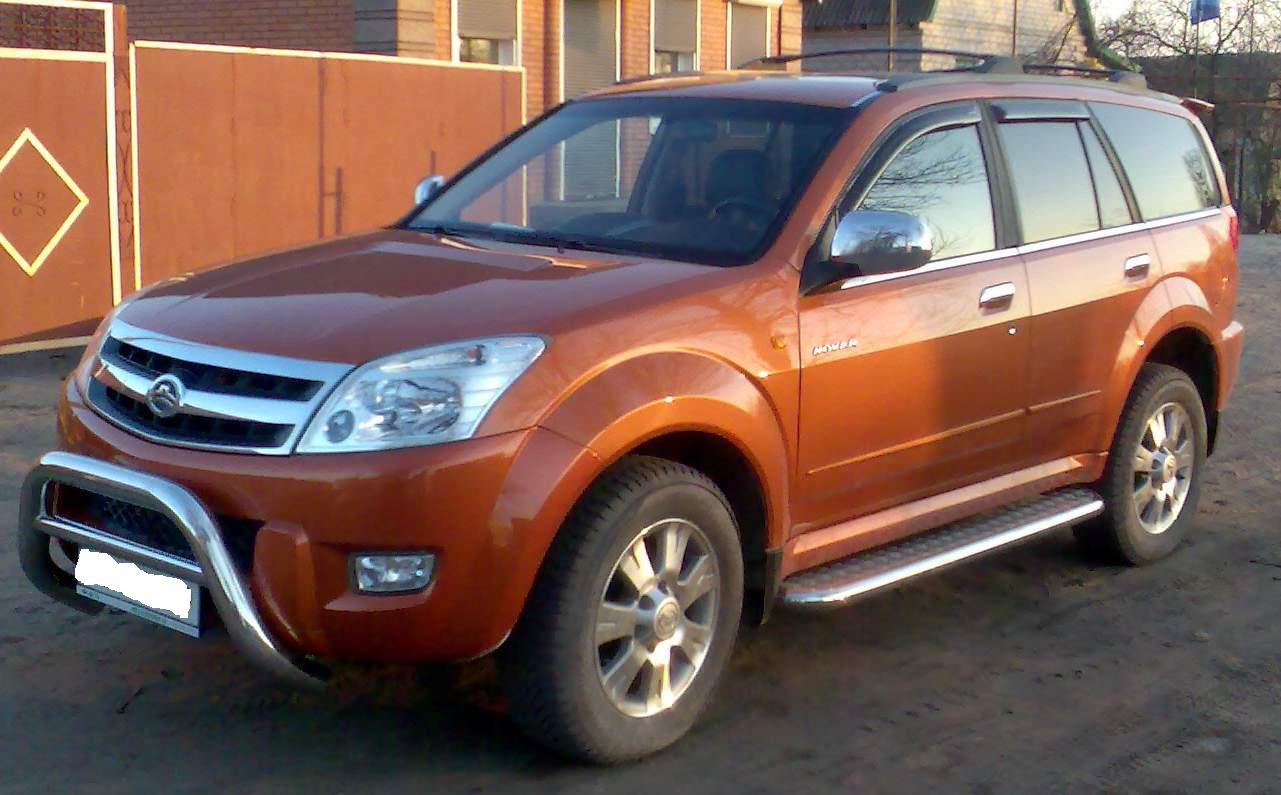
خودروی گریت وال هاوال اچ۳

یکی از اصلی‌ترین مشکلات پیش روی اتومبیل‌های چینی صادر شده مقررات ایمنی و زیست‌محیطی اروپا بود. گریت وال هاوال اچ۳ مطابق با استانداردهای انتشار اروپا گریت وال هاوال اچ۳ هنوز توسط یورو NCAP آزمایش نشده‌است. با موتورهای جدیدی که گریت وال موتورز در هاوال اچ۳ نصب کرده‌اند، همه مدل‌ها طبق مقررات یورو ۴ مطابقت دارند.  در ایتالیا، نسخه ای از هوور با نام EcoDual به فروش می‌رسد که مجهز به قابلیت‌های LPG یا CNG برای سوخت‌های جایگزین است. از سال ۲۰۰۹ خودرو دارای یورو ۴ موتور است که در هوور ۵ نیز نصب شده‌است.

## نسخهٔ لیموزین
شرکت گریت وال نسخهٔ لوکس و لیموزین این خودرو را با نام گریت وال هوور پی عرضه کرد. (چینی: 长城哈弗派). البته گاهی نام این خودرو به‌صورت هوور π نیز عنوان می‌گردد. نخستین هوور پی به فیدل کاسترو اهدا گردید. این وسیله نقلیه تاکنون پرفروش‌ترین وسیله نقلیه در نوع خود بوده‌است و به ژاپن، کره جنوبی، فرانسه، ایتالیا، مالزی، روسیه، آفریقای جنوبی و سایر بازارهای خارج از کشور صادر شده‌است. در سال ۲۰۰۸، طول هوور پی از ۶٫۷ متر به ۶٫۹ متر افزایش یافت.

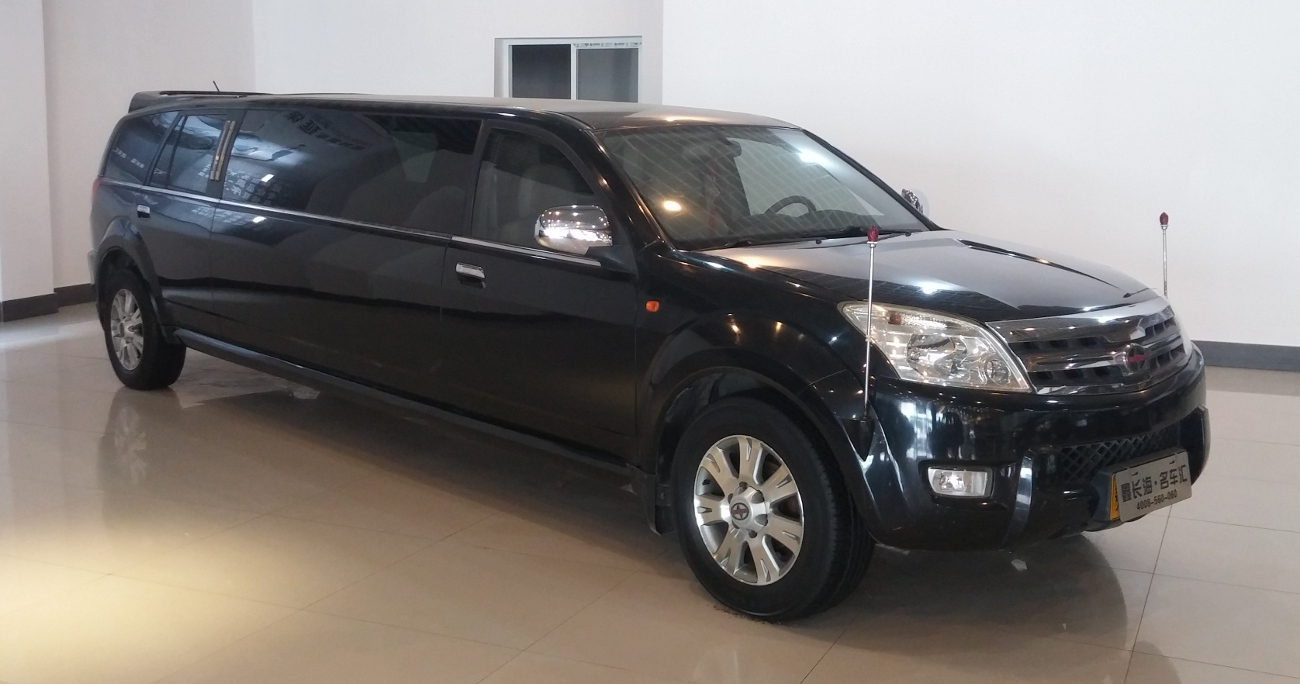
گریت وال هوور Π، نمای جلو
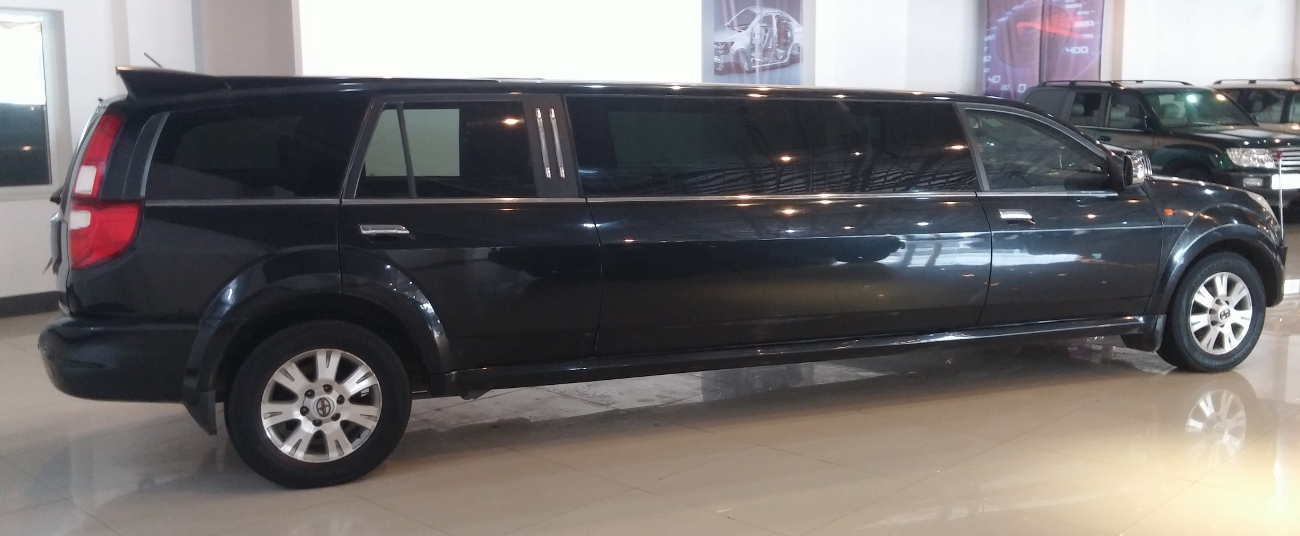
گریت وال هوور Π، نمای بغل